# 40. pehotni polk (Avstro-Ogrska)
Za druge 40. polke glejte 40. polk.
40. pehotni polk (izvirno nemško Infanterie-Regiment Nr. 40; dobesedno slovensko: Pehotni polk št. 40) je bil pehotni polk k.u.k. Heera.

## Poimenovanje
- Galizisches Infanterie Regiment »Rítter von Pino« Nr. 40/Galicijski pehotni polk »Rítter von Pino« št. 40
- Infanterie Regiment Nr. 40 (1915 - 1918)

## Zgodovina
Polk je bil ustanovljen leta 1733. 

### Prva svetovna vojna
Polkovna narodnostna sestava leta 1914 je bila sledeča: 97% Poljakov in 3% drugih. Naborni okraj polka je bil v Rzeszowu, pri čemer so bile polkovne enote garnizirane sledeče: Rzeszow (štab, I. in III. bataljon), Debica (II. bataljon) in Nisko (IV. bataljon).
V sklopu t. i. Conradovih reform leta 1918 (od junija naprej) je bilo znižano število polkovnih bataljonov na 3.

## Organizacija
1918 (po reformi)
- 1. bataljon
- 2. bataljon
- 1. bataljon, 90. pehotni polk

## Poveljniki polka
- 1859: Ignaz Grobois von Brückenau[7]
- 1865: Felix von Blümen[8]
- 1879: Franz Büchel von Adlersklau[9]
- 1908: Anton Knechtl von Ostenburg[10]
- 1914: Jakob Gasiecki[1]